# Mincio
Mincio [ˈmintʃo] (latinsky Mincius) je řeka v severní Itálii (Lombardie, Benátsko). Její délka činí 75 km a plocha povodí je přibližně 2859 km².

## Průběh toku
Nad Gardským jezerem se nazývá Sarca a teprve z jezera odtéká pod názvem Mincio. Ústí zleva do Pádu u města Roncoferraro.

## Historie
V minulosti řeka ústila do Jaderského moře u města Adria. Teprve po záplavách v roce 589 se stala přítokem Pádu.